# Rhipidoglossum laxiflorum
Rhipidoglossum laxiflorum är en orkidéart som beskrevs av Victor Samuel Summerhayes. Rhipidoglossum laxiflorum ingår i släktet Rhipidoglossum och familjen orkidéer. Inga underarter finns listade i Catalogue of Life.